# Edgewood (comté d'Allegheny, Pennsylvanie)
Pour les articles homonymes, voir Edgewood.
Edgewood est un borough situé dans le comté d'Allegheny, en Pennsylvanie, aux États-Unis,. En 2010, il comptait une population de 3 118 habitants. Il est incorporé en 1888.
On y trouve la Western Pennsylvania School for the Deaf.

## Démographie
Lors du recensement de 2010, le borough comptait une population de 3 118 habitants. Elle est estimée, en 2019, à 3 005 habitants.

### Source de la traduction
- (en) Cet article est partiellement ou en totalité issu de l’article de Wikipédia en anglais intitulé « Edgewood, Pennsylvania » (voir la liste des auteurs).